# Mino Denti
Mino Denti é um exciclista profissional italiano, nascido em Soncino a 5 de fevereiro de 1945. Foi profissional de 1966 a 1970.

## Palmarés
1965
- Campeão do mundo em contrarrelógio por equipas

1966
- Tour de l'Avenir
- 3º no Campeonato do mundo em contrarrelógio por equipas

1969
- Giro do Veneto

## Resultados em Grandes Voltas e Campeonatos do Mundo
Durante a sua carreira desportiva conseguiu os seguintes postos nas Grandes Voltas e nos Campeonatos do Mundo em estrada:
| Carreira           | 1966 | 1967 | 1968 | 1969 | 1970 |
| ------------------ | ---- | ---- | ---- | ---- | ---- |
| Giro d'Italia      | -    | 53º  | -    | -    | -    |
| Tour de France     | -    | -    | 61º  | -    | -    |
| Volta a Espanha    | -    | -    | Ab.  | -    | -    |
| Mundial em estrada | -    | -    | -    | -    | -    |

-: Não participa

Ab.: Abandono